# 시날로아 카르텔

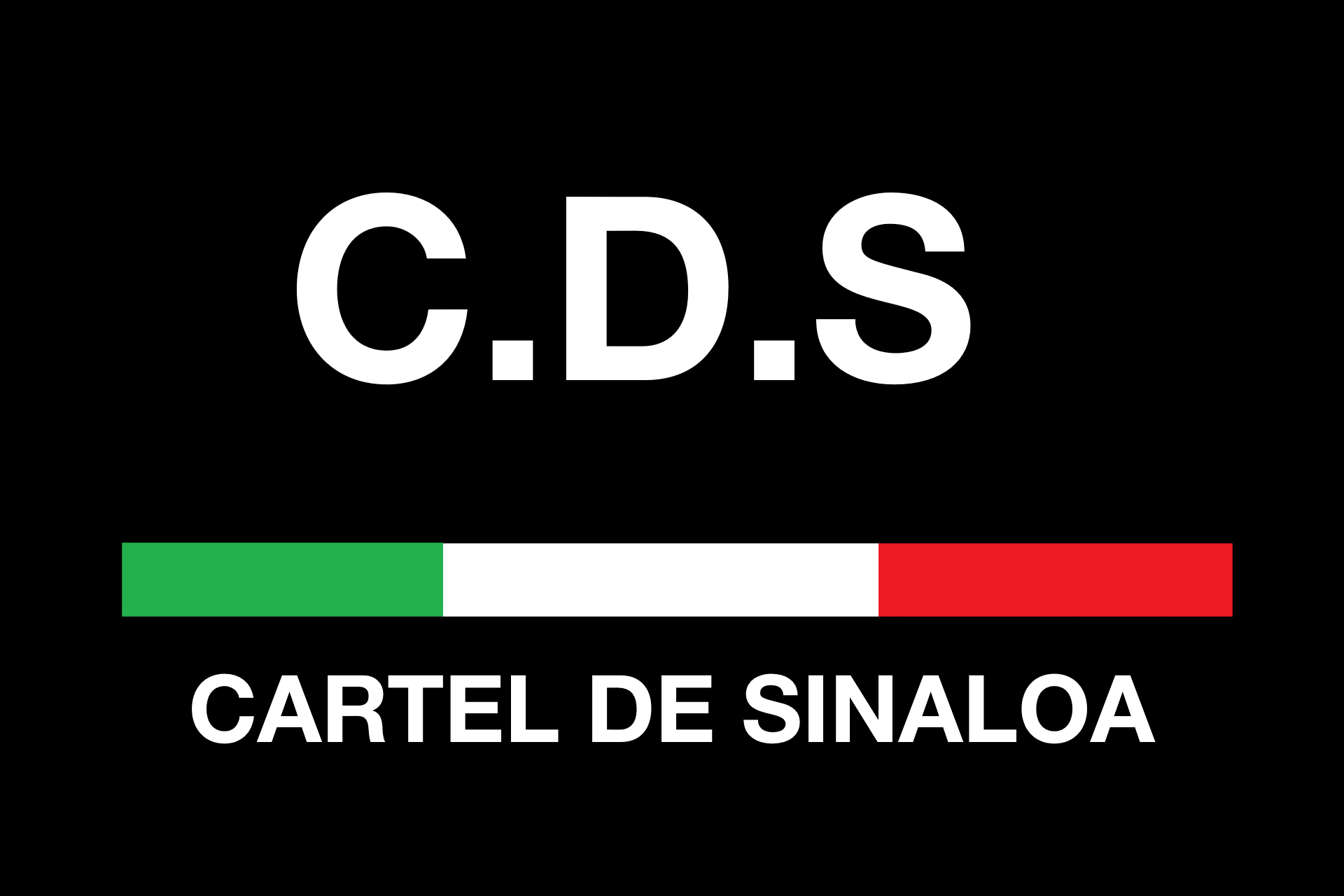

시날로아 카르텔(스페인어: Cártel de Sinaloa, CDS)은 멕시코의 마약 카르텔로, 멕시코 최대의 범죄 조직이라고 한다.